# あっちこっち丁稚
『あっちこっち丁稚』（あっちこっちでっち）は、1975年4月6日から1983年9月18日まで、日曜の昼に放送された朝日放送（ABCテレビ）制作の公開形式のコントバラエティ番組。

## 概要
日曜笑劇場の第1回作品。シリーズの最長寿番組である。
大正時代の大阪が舞台で、カステラの老舗「月菓粋 木金堂（げっかすい もっきんどう）」の丁稚らが騒動を起こす。
元々は『夕やけ笑劇場』の中で週一回放映されていたものが日曜笑劇場に移行したもの。同番組内で放映されていたころはカステラ屋ではなく、「阿勘堂」という薬屋が舞台であり、キャストはほとんど同じで設定されている。
室谷信雄が小番頭役で出演したばかりのころ、「こいさん」の顔を見るたびにバイオリン独奏のクラシック音楽に合わせて指をくわえて踊りだし、周囲の丁稚に「小番頭はん、こいさんの顔見るといつもこれや」となじられるシーンがお約束になっていた。
3人の丁稚が旦さんを呼ぶ時「旦さん〜! 五郎造〜! 養子〜!」「こらっ！ 御店の主人つかまえて『養子』とはなんや!!」と旦さんが怒りながら登場するシーンがよくあった。同様にご寮さんを呼ぶ時「ご寮さん～! おスミ〜! 白豚〜!」「誰や！ いま『白豚』ゆうたんは!!」とご寮さんが怒りながら登場するシーンもよくあった。
旦さん（前田五郎）の悪事がばれて、押入れに隠れる時、御寮さん（山田スミ子）が「どこに居てるんや!!」と丁稚たちに詰問すると利松（坂田利夫）が「旦さん、ここには居てはらしまへん」と押入れの前に立つのが、お約束になっていた。
スポンサーは大正製薬（キー局のテレビ朝日などで本来の時間帯に放送されていた『大正テレビ寄席』やその後継番組と同様に大正製薬の企画ネット番組という位置付け）一社提供だったが、番組末期はテレビ朝日の同時間帯番組と足並みを揃え、大正製薬を含む複数社提供となる。
2002年10月26日には、「間寛平芸能生活30周年」を記念した平成版のリメイク版（『寛平の帰ってきたあっちこっち丁稚』）が放送された。
2023年3月21日には、「吉本新喜劇記念日2023」で令和版のリメイク版が行われた。

### その他
- オープニングコーナーがあり、初期は丁稚3人の漫才だった。その後、木松（木村進）と伝次郎が旗揚げゲームをやっていた。「赤挙げて」「白挙げて」「くるっと回っちゃいけないよ」→伝次郎がくるっと回る。これもお約束パターンであった。中期以降はオール阪神・巨人と伝次郎が進行役で子供たちが対戦する尻相撲コーナーをやっていた。
- 上方コメディー草分けの、毎日放送制作「番頭はんと丁稚どん」のリメイクといわれている。
- 芝居の随所に、「伝次郎」という名前のセントバーナード犬の実物大着ぐるみキャラが登場する（中の人は「さんまのまんま」の「まんま」と同じ）。後期には、「知恵蔵」と言う茶色のセントバーナードと2体で出ることもあった。また、「伝次郎」は朝日放送のキー局であるテレビ朝日制作のバラエティ『みごろ!たべごろ!笑いごろ!』で全国ネット番組に進出、「三文オペラ」のコーナーで木の実ナナ、西田敏行、武田鉄矢らとの共演を果たした。当時の着ぐるみは、現在も着ぐるみ製作会社で保存されている。平成版でも出演し、多くのファンから拍手喝采を浴びた。
- 放送開始当日は腸捻転解消に伴うネットチェンジの後だったので、当番組の後続枠に『新婚さんいらっしゃい!』が連結され（『大正テレビ寄席』を同時ネットしている局も以降はそれに従う）、さらにその30分後には『パネルクイズ アタック25』がスタートした。

## 出演者
- 木松（丁稚）：木村進（後に小番頭に昇格し「木助」と改称した時期がある）
- 内松（丁稚）：内場勝則（2002年平成版・2023年令和版）
- 寛松（丁稚）：間寛平
- 利松（丁稚）：坂田利夫
- 吉松（丁稚）：吉田裕（2023年令和版）
- シロ松（丁稚）大平シロー（木村進が小番頭・木助をやっていた時期に出演）
- 旦那さん（五郎造）：前田五郎（婿養子で気弱。丁稚たちには旦さんと呼ばれている）
- 旦那さん：烏川耕一（2023年令和版）
- 御寮（ごりょう）さん：山田スミ子（名前はおスミ。ヒステリックで、ビンタの時は本当に叩いていた）→未知やすえ（2023年令和版）
- こいさん：麻田ルミ・山本ゆか里・片山理子他（名前はまり。木金堂の一人娘。1年程度で交替していたため、何人かが担当した。2002年平成版は「とうはん さゆり」尾崎さゆり、2023年令和版は酒井藍）
- 大番頭：
  - （初代）谷しげる（谷吉：「よいしょと! ああ忙し忙し」「ま〜あぁ、ごきげんさん!」が口ぐせ）
  - ※谷しげるが番組を降板する時、どうしても故郷に帰らなければならないという手紙が届き、たいそう悩んでいた。ご寮さんが、自分の生まれる前から丁稚奉公していたことや、幼少時代に子守をしてもらったり、一緒に遊んだりしながら過ごした思い出話を淡々と語り、最後に皆に惜しまれながら木金堂を去っていくという、番組史上一番シリアスな降板のしかたであった。
  - （二代目）林家小染 (4代目)（染吉）
    - 林家小染 (4代目)は大番頭役で登場する以前に間寛平がテレビ出演を自粛していた期間、代役の丁稚として出演していたことがある。丁稚時代の名は「小松」。間寛平の番組復帰直後に、同じ回の放送で丁稚を辞めて田舎へ帰ったシーンと、新しい大番頭が来た（同じ林家小染がすぐに着替えて登場する）シーンが放送されている。番頭役を降板後も、何度かゲスト出演していた。

  - （2002年平成版）烏川耕一（耕助）
  - （2023年令和版）川畑泰史
- 菓子職人（親方）：花紀京（京三：元々は一時入院していた前田五郎の代役として出演していたが、後年に正式レギュラーとして出演するようになる）
- 中番頭：（伴吉）伴大吾（巨漢で鬼軍曹。事あるごとに丁稚を特訓と称して苛める。感動したり追い詰められると声をあげて泣くが泣き声は「ミーンミーン」という蝉の声である。）
- 小番頭:（黒吉） 室谷信雄（伴大吾が降板後に出演。「ごちゃごちゃ言うとったら、しゃーきまっそー!よ、ワ～レ～」が口ぐせ。林家小染の降板後三代目大番頭に昇格）
- 小番頭:（木助）木村進（後年にまた丁稚に逆戻りした経緯は不明）
- 小番頭:高石太（太助：後年に出演）
- 小番頭:（茂吉）辻本茂雄（2002年平成版・2023年令和版）
- 女中：（お見江・お里） 楠本見江子、後年には藤里美に交代。
- 女中：（お未知）未知やすえ（2002年平成版）
- 女中：（おすちさん）すっちー（2023年令和版）
- 向いのご隠居：井上竜夫
  - 伝次郎（飼い犬）とともに登場。「おじゃましまんにゃわ」が定番のセリフ。まだ若手だった未知やすえと共に登場した事もあった。
- 向いの丁稚：うのりういち（向いのご隠居、井上竜夫とともに出演、後に吉本を退団したものと思われる。）
- 泉屋の旦那：泉ひろし 木金堂の旦那の遊び仲間。
- 泉屋の旦那：池乃めだか (2023年令和版)
- 隣の若旦那：浜裕二（現・チャーリー浜）　木金堂には「ごめんくさい」と言って入ってくる。
- 隣の若旦那：信濃岳夫 (2023年令和版)
- 首吉： 淀川五郎 泉屋の番頭 首振りがトレードマーク、劇中では後方転回を披露していた。
- 巡査： 由利謙
- 巡査：安尾信乃助（2002年平成版）
- 巡査：千葉公平 (2023年令和版)
- 関係のない男（赤フン男）：木村あきら→三瓶（2002年平成版）→諸見里大介・藤原寛（2023年令和版）。
  - 御寮さんが旦さんや3人の丁稚たちに対して「あかんって言うたらあかんって言うてんのんがわからんのんか〜!」と激昂したり、借金取りに「帰れって言うたら帰れって言うとんや〜!」と激昂した直後に登場。舞台上手や、主に木金堂の2階部分から出てきて、平泳ぎのポーズをしながら下手へと去っていく。後期になると褌には「あきら」と白書きしてあった。時には、御寮人さんにビンタを食らわされたこともある。大番頭役の谷しげるが赤フン男の後に続いて出てくる事もあり、褌には「たに」と白書きされてあった。
  - 稀に一度も出番のない(山田スミ子の怒鳴るシーンがない)時は、番組の終わりに泣きながら「今日は出番があれへんー」と言って登場する事もあった。また山田スミ子ではなく、ゲスト出演していた片岡あや子の怒号で登場したことも一度ある。
  - また、夏休み時期などには、赤フン姿の子供たちを引き連れて登場したこともあった。この場合、子供たちはセットのあちこちから登場し、舞台を左右駆け巡った後、前田五郎（旦さん）の笛と、居丈高にうなっていた山田スミ子（ご寮さん）の「は〜い、みんな並んで並んで〜!!」の声で横一列に整列し「夏休み子供赤フン大会でした」のフレーズを言うのが定番だった。その際、親に感謝の意を表し坂田利夫のギャグで「ありがとさ〜ん!」というフレーズを全員ですることもあった。なおこの赤フンは男の子だけではなく女の子も少数ながら混じることがあり、臀部や胸の露出がない「女の子用」の褌もあった。(｢夏休み子供赤フン大会｣、2002年平成版でも)　「あかん＝赤フン」と言う駄洒落から来ている様だ。
  - 番組の人気もあってか木村はキンカンのCMに赤フン男として出演した（褌には「あきら」と白書きしていない）。
  - 2002年平成版では三瓶が演じたが去っていく前に「三瓶で〜す」とギャグを放ち、山田スミ子（ご寮さん）から「そんなん（ギャグ）はええから、とっとと行きなはれー!」と怒鳴られた。
- その他、吉本の多くの芸人が、立ち替わり入れ替わりゲスト出演していた。中でも平参平は利松の父親役で時々出演しており、準レギュラーといえるだろう。

## 放送局
- 朝日放送（制作局）：日曜 12:00 - 12:45
- 新潟放送：日曜 16:15 - 17:00（1979年4月1日から放送）[3]
- 富山テレビ：日曜 12:00 - 12:45[4]
- 福井テレビ：日曜 16:45 - 17:40[5]
- 山陰中央テレビ：土曜 11:00 - 11:45[6]
- 瀬戸内海放送：土曜 17:00 - 17:45（1977年9月時点）[7] → 土曜 10:00 - 10:45（1979年12月時点）[8]
- 広島ホームテレビ：土曜 9:30 - 10:15[9]
- テレビ愛媛：日曜 11:00 - 11:45[10]
- 九州朝日放送：日曜 16:30 - 17:15[11] → 日曜 13:45 - 14:30[12]
- テレビ熊本：日曜 14:15 - 15:00[11][12]